# Vallonia
Vallonia ist eine Gattung auf dem Land lebender Schnecken aus der Familie der Grasschnecken (Valloniidae); die Familie gehört zur Unterordnung der Landlungenschnecken (Stylommatophora). Die älteste Art der Gattung stammt aus dem Paläozän (Paläogen). In geeigneten Habitaten können manche Vallonia-Arten massenhaft auftreten.

## Merkmale
Die Gehäuse der Vertreter der Gattung Vallonia sind klein bis sehr klein. Sie sind stets breiter als hoch und variieren von abgeflacht kugelig bis scheibenförmig. Der Durchmesser (Breite) des Gehäuses erreicht bei der größten Art 4 mm, bei kleineren Arten weniger als 2 mm. Das Gewinde hebt sich sehr unterschiedlich aus der Windungsebene, von stumpfkonisch bis fast auf gleicher Ebene mit den folgenden Windungen. Es sind nur wenige Windungen (2,6 bis 4,1) ausgebildet, die jeweils durch unterschiedlich tiefe, aber immer sehr deutliche Nähte voneinander abgesetzt sind. Die Umgänge umfassen den jeweils vorigen Umgang nur wenig. Der Nabel ist weit offen und trichterförmig. Die Schale ist sehr dünn bis fest und je nach Dicke und Skulptur unterschiedlich durchscheinend, von fast glasartig durchscheinend bis opak. Die Färbung variiert von weißlich, grau-gelblich bis grau-hellbräunlich.
Die Mündungsebene steht sehr schräg zur Gehäuseachse. In die Mündung ragen keine Zähne oder Falten hinein. Sie ist in der Aufsicht breiter als hoch, breit-eiförmig, elliptisch oder rundlich und durch den vorigen Umgang nur wenig ausgeschnitten. Die Ansatzstellen an die vorige Windung sind durch einen dünnen Kallus miteinander verbunden. Der Mundsaum ist mehr oder weniger stark erweitert und mehr oder weniger stark nach außen umgebogen. Der Mündungsrand ist innen mit einer schwellenförmigen Lippe verdickt.
Das Embryonalgehäuse ist im Vergleich zum Gesamtgehäuse sehr groß. Es hat eine Chagrin-artige Oberfläche mit parallelen erhabenen Spirallinien. Letztere können aber auch fast völlig reduziert sein. Der Teleoconch weist unterschiedlich dicht stehende und unterschiedlich hohe Rippen auf, die aber auch fast völlig reduziert sein können. Zwischen den Rippen sind unterschiedlich feine und unterschiedlich dicht stehende Anwachsstreifen ausgebildet.
Der Weichkörper ist nur von wenigen Arten bekannt, jedoch bei diesen Arten vergleichsweise gleichförmig. Kopf und Fuß (ohne die Fühler) sind ausgestreckt kürzer als der Durchmesser des Gehäuses. Die Sohle ist schmal und nicht in einzelne Längsfelder unterteilt. Die Körperseiten und der Rücken weisen eine undeutliche warzenartige Runzelung auf. Die Fühler messen ausgestreckt weniger als ein Drittel der Länge von ausgestrecktem Kopf und Fuß auf. Die beiden unteren Tentakeln sind sehr kurz. Der Weichkörper ist weißlich bis leicht gelblich und schwach transparent. Die gelbliche bis hell-rötlichbraune Mitteldarmdrüse scheint durch. Die Radula besteht aus 63 bis 84 Querreihen von Zähnen. In der Querreihe stehen je nach Art 23 bis 35 Zähne. Der Kiefer ist mehr oder weniger stark gebogen und unterschiedlich breit. Auf der Oberfläche sitzen 18 bis 25 niedrige Querrippen.
Im zwittrigen Geschlechtsapparat sind bei den meisten Arten, die anatomisch untersucht worden sind, die männlichen Endausführgange reduziert, d. h. Samenleiter, Penis/Epiphallus mit Anhängen fehlen (= aphallisch). Bei zwei anatomisch untersuchten Arten kommen überwiegend aphallische Exemplare vor, aber auch einige wenige Exemplare mit voll ausgebildeten männlichen Ausführwegen (= euphallisch). Es gibt auch Exemplare, bei denen die männlichen Ausführwege nur schwach ausgebildet sind bzw. deutlich kleiner als im euphallischen Zustand sind.
Die helle Zwitterdrüse ist in den unteren Teil der Mitteldarmdrüse eingebettet. Sie besteht aus Bündeln von je drei bis vier birnenförmigen Acini. Der Zwittergang ist zunächst dünn und gerade, dann im Mittelteil gewunden und verdickt und im Endteil wieder mehr gerade. Er geht in eine lange Befruchtungstasche über, die z. T. in die Eiweißdrüse eingebettet ist. Auf der Eiweißdrüse sind die Aussparungen für den Darm und der unteren Lappen der Mitteldarmdrüse zu sehen. Die Prostatalappen befinden sich im oberen Teil des Eisamenleiters (Spermovidukt). Der Samenleiter (Vas deferens) ist wenig gewunden und mündet in einen kurzen Epiphallus. Am Übergang des Epiphallus zum Penis, der deutlich länger als der Epiphallus ist, setzt ein sehr langer, dünner, am Ende länglich-keulenförmig verdickter Appendix an. Der Retraktormuskel spaltet sich auf und setzt an Epiphallus und Appendix an. Der freie Eileiter geht ohne Änderung des Durchmessers in die Vagina über; freier Eileiter und Vagina sind in etwa gleich lang. Der Stiel der Spermathek, der am Übergang freier Eileiter/Vagina ansetzt, ist dünn, die Blase vergleichsweise sehr klein.

## Geographische Verbreitung
Die Gattung war ursprünglich holarktisch verbreitet. Im Süden der Palaearktis reicht die Verbreitung bis Nordafrika, den Nahen Osten, Iran. Pakistan und Nordindien sowie bis Südchina. In der Nearktis reicht die Verbreitung im Süden bis nach Nordmexiko. Inzwischen sind einige Arten durch den Menschen nahezu weltweit verschleppt worden.
Die Arten der Gattung Vallonia sind Bewohner der offenen Landschaft ohne dichte Gehölzbedeckung. Sie leben überwiegend am Boden, zwischen Erdkrümeln, unter Laub, Holz oder Steinen. Sie klettern nur wenig an Pflanzen oder Wänden hoch. In den Bergwäldern von Südkalifornien und Nordmexikos wurde Vallonia cyclophorella in Höhen bis zu 3.300 m über Meereshöhe gefunden.

## Lebensweise
Die Tiere vermehren sich überwiegend, bei vielen Arten sogar ausschließlich durch Selbstbefruchtung. Kopulationen werden nur selten beobachtet. Die Eier sind in Relation zur Größe der Tiere sehr groß. Sie haben beispielsweise bei der Glatten Grasschnecke (Vallonia pulchella) einen Durchmesser von 0,7 bis 0,9 mm bei einer Gehäusebreite von 2 bis 2,5 mm. Die Eier werden einzeln abgelegt, jeweils nur ein Ei am Tag, oft auch mit Intervallen von mehreren Tagen. Von der Eiablage bis zum Schlupf vergehen temperaturabhängig nur etwa zwei Wochen. Nach knapp zwei Monaten erreichen die Tiere ihre Endgröße und bilden die charakteristische Mündung aus. Nur wenige Tage nach Erreichen der Endgröße beginnt die Eiablage, die mehrere Monate dauern kann. Danach sterben die Tiere. In Neuseeland bildete die eingeschleppte Schiefe Grasschnecke (Vallonia excentrica) im Freiland zwei Generationen pro Jahr. Sie überwintern als juvenile Form, die im Frühjahr des darauf folgenden Jahres geschlechtsreif werden. Bei einer Art wurde sogar eine Form von Brutpflege beobachtet, indem die Eier vom Elterntier bewegt und die Oberfläche gereinigt wurde. Die Arten der Gattung Vallonia ernähren sich überwiegend von welkem Pflanzenmaterial und Falllaub, frisches Pflanzenmaterial wird dagegen kaum angenommen.

## Taxonomie
Die Gattung Vallonia wurde 1826 von Joseph Antoine Risso aufgestellt. Typusart durch Monotypie ist Vallonia rosalia Risso, 1826, ein jüngeres Synonym von Helix pulchella Müller, 1774. Gerber zählt folgende Synonyme auf: Amplexis Brown, 1827, Zurama Turton, 1831, Circinaria Beck, 1837, Glaphyra Albers, 1850 und Planivallonia Schileyko, 1984. sowie diverse Falschschreibungen der synonymen Gattungen. Schileyko (1998) unterteile die Gattung Vallonia in zwei Untergattungen, mit den Untergattungen Vallonia (Vallonia) Risso, 1926 und Vallonia (Planivallonia) Schileyko, 1984. Dieser Unterteilung folgte weder Gerber (1996) noch spätere Autoren.
Zur Gattung Vallonia werden derzeit folgende Arten gestellt (nach Gerber, 1996 mit Ergänzungen):
- Gattung Vallonia Risso, 1826 (mit den Untergattungen Vallonia (Vallonia) Risso, 1926 und Vallonia (Planivallonia) Schileyko, 1984)
  -  ?Alamannische Grasschnecke (Vallonia alamannica Geyer, 1908)
  - Vallonia asiatica (Nevill, 1878)
  - †Vallonia berryi Pierce, 1992, Oligozän
  - †Vallonia chimaira Gerber, 1996, Miozän
  - Vallonia chinensis Suzuki, 1944
  - Gerippte Grasschnecke (Vallonia costata (O. F. Müller, 1774)) (? mit den Unterarten Vallonia costata costata und Vallonia costata helvetica (Sterki, 1890)[3])
  - Vallonia costohimala Gerber & Bössneck, 2009[4]
  - Vallonia cyclophorella Sterki, 1893
  - Große Grasschnecke (Vallonia declivis Sterki, 1892)
  - †Vallonia eiapopeia Gerber, 1996, Miozän
  - Feingerippte Grasschnecke (Vallonia enniensis (Gredler, 1856))
  - Schiefe Grasschnecke (Vallonia excentrica Sterki, 1892)
  - Vallonia gigantea Steklov, 1967
  - †Vallonia girauxae (Cossmann, 1902), Eozän
  - Vallonia gracilicosta Reinhardt, 1883 (mit der Unterarten  Vallonia gracilicosta und  Vallonia gracilicosta albula Sterki, 1893)
  - Vallonia himalaevis Gerber & Bössneck, 2009[4]
  - †Vallonia hoppla Gerber, 1996 (mit den Unterarten Vallonia hoppla hoppla und Vallonia hoppla compactula Gerber, 1996)
  - Vallonia kamtschatica Likharev, 1963
  - Vallonia kathrinae Gerber & Bössneck, 2009[4]
  - Vallonia ladacensis (Nevill, 1878)
  - Vallonia laxa Gerber, 1996
  - †Vallonia major Gottschick, 1920, Miozän
  - †Vallonia lepida (Reuss, 1849), Oligozän bis Miozän
  - Vallonia mionecton (O. Boettger, 1889) (mit den Unterarten Vallonia mionecton mionecton und Vallonia mionecton schamhalensis Rosen, 1892)
  - Vallonia parvula Sterki, 1893
  - Vallonia patens Reinhardt, 1883 (mit den Unterarten Vallonia patens patens und Vallonia patens tralala Gerber, 1996)
  - Vallonia persica Rosen, 1892
  - Vallonia perspectiva Sterki, 1893
  - Vallonia peteri Schileyko, 1984
  - Glatte Grasschnecke (Vallonia pulchella (O. F. Müller, 1774)), Pliozän bis rezent
  - Vallonia pulchellula (Heude, 1892) (mit den Unterarten Vallonia pulchellula pulchellula und Vallonia pulchellula tenerrima Gerber, 1996)
  - †Vallonia ranovi Meng & Gerber, 2008[5], Pleistozän
  - †Vallonia sandbergeri (Deshayes, 1863), Oligozän
  - †Vallonia sparnacensis (Deshayes, 1863), Eozän
  - †Vallonia subcyclophorella (Gottschick, 1911), Miozän
  - Schwäbische Grasschnecke (Vallonia suevica Geyer, 1908)
  - Vallonia tenuilabris (Al. Braun, 1843)
  - Vallonia terraenovae Gerber, 1996
  - Vallonia tibetana Moellendorff
  - Vallonia tokunagai Suzuki, 1944, Miozän bis Rezent
  - Vallonia zaru Almuhambetova, 1979

Vallonia ist die Typusgattung der Familie Valloniidae und der Unterfamilie Valloniinae Morse, 1864.

## Belege

### Online
- AnimalBase: Vallonia Risso, 1826